# Picior (unitate de măsură)

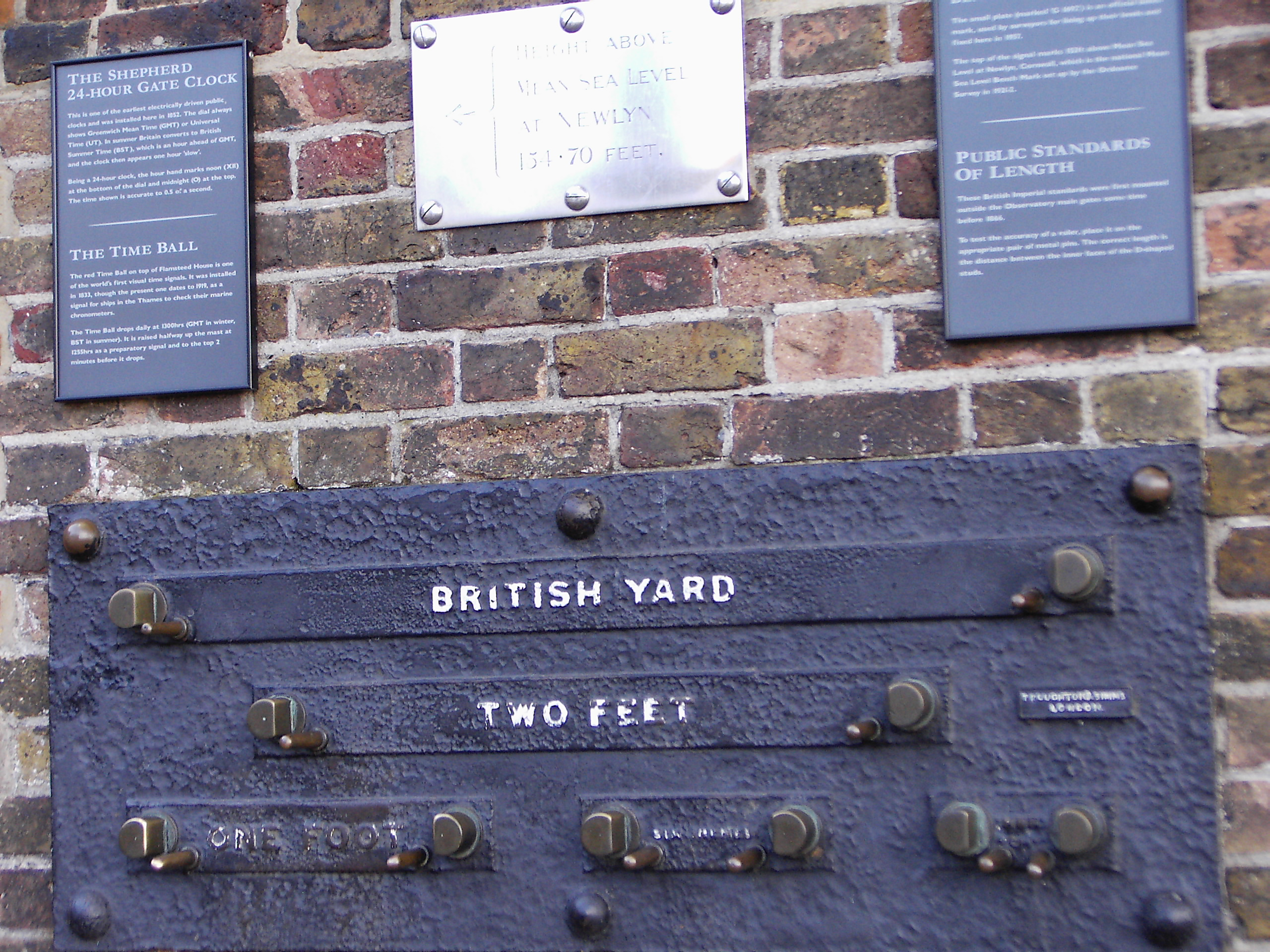
Etalonul piciorului, precum și al altor unități de măsură anglo-saxone, la Observatorul Regal Greenwich din Londra.

Piciorul este o unitate de măsură pentru lungime. 
Piciorul roman, în limba latină pes, măsura în jur de 29,57 cm, piciorul carolingian sau drusic (pes drusianus) avea o lungime de aproximativ 33,27 cm, iar piciorul castilian de 27,8635 cm. Piciorul anglo-saxon, în limba engleză foot, la plural feet, prescurtat ft sau ‘ (simbolul pentru prim), este o unitate de măsură pentru lungime din cadrul sistemului imperial (anglo-saxon), având valoarea egală cu 12 țoli.
Echivalentul în Sistemul Internațional al unui picior anglo-saxon este:
1 ft = 304,8 mm = 30,48 cm = 3,048 dm = 0,3048 m.